# 月影千草
月影 千草（つきかげ ちぐさ）は『ガラスの仮面』の登場人物。北島マヤなどからは月影先生、お付きの源造からは奥様、速水真澄などからは符牒的に黒夫人とも呼ばれる。本名は千津（姓は不明）。

## 来歴
孤児として生まれ、物心ついたときにはスリや盗みの片棒を担がされるなどして荒れた日々を送っていた。7歳の時に、劇作家の尾崎一蓮に拾われ、月光座の下働きを経て舞台女優としてデビューし、「月影千草」の名を授かる。戦前には映画にも出演していた。戦争によって月光座は一時つぶれるが、彼女が主演した『紅天女』（原作：尾崎一蓮）の舞台が大ヒットしたために月光座は再建、月光座の一枚看板となる。
やがて月光座は『紅天女』に感激した速水英介と手を組み、地方公演を英介が経営する大都芸能にゆだねることとなったが、やくざと手を結ぶ大都芸能を尾崎が嫌ったために、大都芸能と月光座は犬猿の仲となり、結局、月光座は大都芸能の執拗な嫌がらせによって潰れる。こうして何もかもを失い、妻子にまで去られた尾崎に最後まで寄り添いついに結ばれるが、直後に一蓮が紅天女の上演権を千草に譲る旨の遺書を遺し自殺してしまう。絶望に駆られて後を追おうとするも付き人の源造の説得で思いとどまり、一連が残してくれた『紅天女』を守り続けるべく、演劇を続けていくことを誓う。
「魂のかたわれ」である一蓮の自殺以後、大都芸能を激しく憎み、政財界の大物と人脈をつくることによって大都芸能に対抗し、再びスターとしての地位を確立する。この頃姫川歌子を内弟子としている。しかし上演中に舞台上のライトが落下する事故に見舞われ、顔の右半分が整形不可能なまでに潰されたため女優生命を絶たれ、表舞台から姿を消す。
その後、『紅天女』を演じうる才能を持つ後継者を探しだすべく、青柳芸能の支援を得て劇団つきかげを旗揚げした。さらに演技未経験者であった北島マヤの才能を見抜き、『紅天女』の後継者とすべく劇団に入団させて厳しく指導する。一方で『紅天女』に執着する姫川亜弓の演技力にも目をつけている。
大都芸能の嫌がらせによって青柳芸能の支援を失い、劇団自体は潰されてしまったものの、それでもなお自分の下に留まり続けた愛弟子たちの演劇への意欲もあって劇団つきかげとしての活動そのものは存続しており、彼女たちを影から見守りつつ、マヤに対して歩むべき道を示していく。亜弓がアカデミー芸術祭芸術大賞を受賞した際には正式に『紅天女』の後継者に認定し、マヤに対しては厳しい条件を課した。マヤと亜弓が共演した『ふたりの王女』では30年ぶりに現役に復帰し、両者にイメージと異なる役柄を演じさせた。
マヤと亜弓を紅天女役の正式候補としてからは、梅の谷において両者に対して厳しい演技指導を行っている。梅の谷では病を押して最後の『紅天女』を面を被って演じ、圧倒的な存在感で人々に衝撃を与えた。一方でマヤに心から惹かれ恋焦がれている相手ができたことを知り、ままならぬ恋に思い悩む彼女に自身の体験に基づいた助言を幾度も与えている。また英介の後継者である速水真澄とは上演権を巡って対立していたが、マヤへの思いに気づいた真澄の変化にいち早く気づいている。

## 人物像
演技に厳しく、特にマヤに対しては強烈な指導を行う。一例としては人形役を演じるために竹束で体を固定して演技させる、極寒の冷凍室に閉じ込める、40度の高熱で朦朧としていたマヤに水を浴びせかける、家出したマヤに母親から送られてきた荷物を里心がつかないように焼却するなどがある。しかし自らにも厳しく、指導を受けたマヤや亜弓は月影を信頼し続けている。
心臓が弱いらしく度々吐血したり発作に苦しみ、しばしば長期入院している。『梅の谷』での稽古直前には自らの余命がほとんどないと認識している。しかし病躯を押して冬の屋外からマヤに1日中指導をつけたり、吐血しながら最後の紅天女を演じきっている。
厳粛な風貌であり、一蓮の死後は舞台衣装以外では常に黒い服を着ている。一方で演技以外のマヤの言動にはしばしばコミカルな表情を見せることもある。
死別した一蓮を「魂のかたわれ」と呼び、『紅天女』を守り抜くことを生きるよすがとしている。引退後は月光座の大部屋俳優であった源造の世話を受けている。青柳芸能の支援を受けていた頃は豪邸兼研究所に住んでいたが、「劇団つきかげ」の解散後にはマヤと青木麗とともに六畳一間のアパートぐらしとなる。しかし病気が悪化したため「紫のバラの人」（真澄）の支援で入院生活を送ることになる。自らの余命を悟った後は、『紅天女』の故郷である梅の里に移り住んでいる。

## 主な出演作品

### 舞台
華炎（令嬢・彩華役）書生に恋する華族令嬢の物語。
紅天女（紅天女役）争いの絶えない都を鎮めるための仏像づくりを依頼された仏師・一真と梅の木の精・阿古夜の物語。幻の名作といわれる。
ふたりの王女（皇太后ハルドラ役）北欧の小国を舞台に、何不自由なく育った王女アルディスと謀反人の娘として育てられた王女オリゲルドの葛藤の物語。引退後の月影が一般の前で演じた唯一の芝居で、隠居しながら国の行く末を憂い、孫娘2人（アルディスとオリゲルド）の運命に心を痛める祖母ハルドラを演じた。

### 映画
すべて、作品中に名前のみ登場し、あらすじは不明。
- 星の面影
- 白百合の唄
- 海鳴り
- 心の色

## 演じた人物
女優
- 真咲美岐（1979年・ミュージカル）
- 南美江（1988年・舞台）
- 野際陽子（1997年・テレビドラマ版）
- 副島新五（2007年・舞台）
- 夏木マリ（2008年・舞台、2010年・舞台）
- 一路真輝（2014年・舞台、2016年・舞台）

声優
- 平井道子（1982年・ラジオドラマ「夜のドラマハウス」）
- 小原乃梨子（1982年・ラジオドラマ〈NHKラジオ第1放送〉）
- 中西妙子（1984年・テレビアニメ第1作）
- 戸田恵子（1998年・OVA）
- 藤田淑子（2005年・テレビアニメ第2作、2008年・テレビ番組「マンガノゲンバ・美内すずえスペシャル」再現VTR）
- 野際陽子（2012年・名台詞カルタ付録CD）
- 中根久美子（2013年・テレビアニメ『ガラスの仮面ですが』）
- 杉本るみ（2016年・Webアニメ『高額決済にハマる子供を救え！ハマルの御免』）
- 田中敦子（2016年・テレビアニメ『3ねんDぐみガラスの仮面』）
- 小山茉美（2020年・ぱちんこ版〈テレビアニメ第2作〉）

その他
- マツコ・デラックス（2010年、花とゆめコミックス第45・46巻連続刊行フェアのポスター）
- 劇団ひとり（2012年・花とゆめコミックス第48巻記念企画）

## 設定のモデル
一蓮が千草にのみ『紅天女』の主役を許したという点について、作者の美内は、木下順二の『夕鶴』がモデル（山本安英の存命中は彼女以外プロの女優にはヒロインのつう役を認めなかった）と述べている。